# Madeleine Blanchet
Madeleine Blanchet est une médecin québécois née à Québec le 26 avril 1934.

## Biographie
Madeleine Blanchet obtient son baccalauréat au Couvent des Ursulines de Québec puis un doctorat en médecine de l'Université Laval. Elle sort ensuite diplômée en hygiène publique de l'Université de Montréal et obtient une maîtrise de l'Université Harvard en santé maternelle et infantile.
Elle exerce d'abord en tant qu'officier médical à l'Unité sanitaire d'Hochelaga avant d'obtenir un poste de conseillère médicale en épidémiologie auprès de la Commission d'enquête sur la santé et les services sociaux. Elle est nommée chef du Service des études épidémiologiques au ministère des Affaires sociales en 1971, puis en 1980 présidente du Conseil des affaires sociales.
En 1972, elle fut également coordinatrice de l'enquête Nutrition Canada, et des politiques de périnatalité et de nutrition au ministère des Affaires sociales.
Elle est élue membre de la Société royale du Canada en 1989.

## Honneurs
- 1980 - Prix de l'Institut canadien de Québec
- 1989 - Membre de la Société royale du Canada
- 1992 -  Officière de l'Ordre national du Québec